# Go

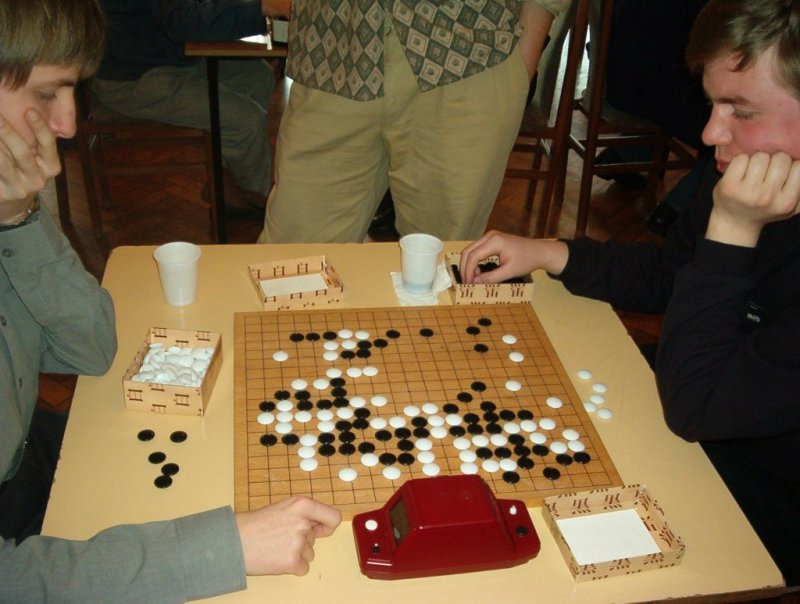
Dwóch graczy w trakcie rozgrywki turniejowej

Go (jap. 碁 – go lub 囲碁 – igo, chiń. 圍棋 – wéiqí, kor. 바둑 – baduk, paduk) – starochińska gra planszowa, popularna również w Korei i Japonii, a w ostatnich latach zdobywająca rosnącą popularność na całym świecie (w tym także w Polsce). W grze gracze stawiają na przemian czarne i białe kamienie na planszy. Kamieni raz postawionych nie można przesunąć, można je natomiast zbić. Celem jest otoczenie na początkowo pustej planszy terytorium większego od terytorium przeciwnika. 
W przeciwieństwie do np. szachów nie istnieje jeden, ogólnie przyjęty zbiór zasad go, ale wiele, takich jak np. zasady chińskie i japońskie. Zbiory zasad mogą pozornie różnić się diametralnie, w praktyce jednak dają nieznacznie się różniącą grę.  
Mimo prostoty reguł umożliwiającej naukę gry nawet małym dzieciom go jest grą bardzo trudną. Także pomiędzy graczami występują znaczne różnice siły. Edward Lasker powiedział: „Jeżeli szachy są królową gier, to go z pewnością jest ich cesarzem”. Dla wielu ludzi, głównie ludzi Wschodu, go jest specyficznym połączeniem nauki, sztuki i sportu.

## Historia
Legendarne początki go sięgają ponad 2000 lat p.n.e.; udokumentowane świadectwa istnienia tej gry są późniejsze. Najlepiej znane podanie głosi, że wymyślił ją cesarz Yao (2357–2255 p.n.e.), w celu kształcenia syna Dan Zhu. W księdze historycznej pod tytułem Shibenzuopian (Kronika. Sztuka Użytkowa), która powstała w Epoce Walczących Królestw (403–221 p.n.e.), zapisano, że „cesarz Yao wymyślił weiqi, żeby Dan Zhu uczył się dobra” (w Polsce znany popularyzator go Jan Lubos napisał na podstawie tej legendy bajkę O początkach go). Pierwsze udokumentowane wzmianki o grze Yi (pierwotna chińska nazwa weiqi) pochodzą dopiero z czasów dynastii Zhou (1122–221 p.n.e.).
Dzieło znanego chińskiego historyka Ban Gu (30–92 p.n.e.) Yi Zhi (Istota go) uznawane jest za pierwszy podręcznik do nauki go. Wraz z chińskimi nauczycielami pisma go dotarło do Japonii (V–VII w.).

## Zasady
Zasady gry go:

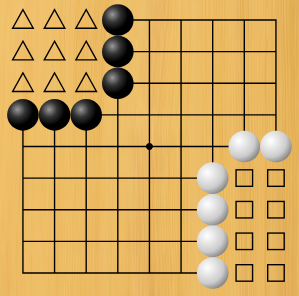
Czarny gracz zajął terytorium oznaczone trójkątami. Biały gracz zajął terytorium oznaczone kwadratami. Pozostała (pusta) część planszy to terytorium niczyje (tak zwane dame).

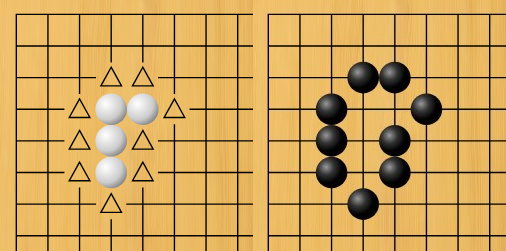
Po lewej grupa kamieni z 9 oddechami zaznaczonymi trójkątami. Gdy czarny gracz wypełni je kamieniami grupa zostanie zbita. Po prawej sytuacja po zbiciu białej grupy.

- Grę rozgrywa dwóch graczy na kwadratowej planszy (goban – 碁盤) przeciętej 19 liniami poziomymi i 19 liniami pionowymi tworzącymi 361 przecięć (skrzyżowań). Niekiedy – zwłaszcza w przypadku graczy początkujących – gra się także na planszach 13x13, a nawet tylko 9x9.
- Gracze kładą na przemian czarne i białe kamienie na przecięciu linii.
- Grę rozpoczyna gracz grający kamieniami czarnymi.
- Celem gry jest otoczenie własnymi kamieniami, na pustej początkowo planszy, terytorium większego niż terytorium przeciwnika. Terytorium to puste pola tzn. przecięcia linii, otoczone całkowicie kamieniami jednego koloru i/lub brzegiem planszy.
- Kamieni raz postawionych na planszy nie przesuwa się, mogą natomiast zostać zbite przez przeciwnika.
- Każdy kamień postawiony na planszy posiada co najmniej jeden oddech – puste sąsiednie skrzyżowania połączone z kamieniem prostym odcinkiem. Kamień stojący w rogu planszy ma dwa oddechy, na brzegu planszy – trzy, a w pozostałych miejscach cztery oddechy. Kamienie tego samego koloru stojące obok siebie i połączone liniami prostymi tworzą łańcuch, który ma wspólne oddechy – można je zbić albo wszystkie razem albo żadnego. Stojące obok siebie kamienie przeciwnego koloru zabierają sobie nawzajem po jednym oddechu. Kamień (lub łańcuch), któremu przeciwnik zabierze ostatni oddech zostaje zbity i zdjęty z planszy. Zbite kamienie stają się jeńcami gracza, który je zbił.
- Zabronione jest wykonywanie ruchów, które powodowałyby, że stawiany kamień, lub grupa kamieni, nie miałyby żadnych oddechów. Innymi słowy zabronione jest popełnianie samobójstwa w go.
- Wyjątkiem od powyższej reguły jest sytuacja w której stawiany kamień, który pozornie nie będzie miał żadnych oddechów, zbija kamienie przeciwnika. Taki ruch jest dozwolony.
- W celu uniknięcia nieskończonych cykli pozycja na planszy z poprzedniego ruchu nie może zostać powtórzona. Jest to tak zwana reguła ko. Niektóre zbiory zasad zabraniają powtórzenia dowolnej wcześniejszej pozycji (tzw. reguła superko).
- Gdy gracz nie widzi więcej sensownych ruchów może spasować.
- Gra kończy się, gdy obaj gracze kolejno spasują.
- Po zakończonej grze następuje procedura liczenia punktów. Procedura różni się w zależności od przyjętych zasad. W zasadach chińskich gracze otrzymują po 1 pkt. za każde otoczone pole oraz po 1 pkt. za każdy kamień na planszy. W zasadach japońskich gracze otrzymują po 1 pkt. za każde otoczone pole oraz po 1 pkt. za każdego jeńca. Jeżeli gracze postawili tyle samo kamieni, to różnica liczby kamieni na planszy jest równa różnicy jeńców, a zatem wynik tzn. różnica punktów graczy jest taki sam.
- Ponieważ gracz grający kolorem czarnym ma przewagę pierwszego ruchu, to gracz biały otrzymuje dodatkową rekompensatę, tzw. komi. Komi różni się w zależności od zbioru zasad. W zasadach chińskich jest to zwykle 7,5 pkt. W zasadach japońskich jest to zwykle 6,5 pkt. 0,5 pkt. ma na celu zapobieżenie remisom.

Immanentną cechą go jest możliwość gry z wyrównaniem, umożliwiająca słabszym graczom rywalizację z silniejszymi: słabszy gracz (grający czarnymi) ustawia przed pierwszym ruchem przeciwnika pewną liczbę kamieni wynikającą z różnicy siły gry (handicap).

## Życie i śmierć

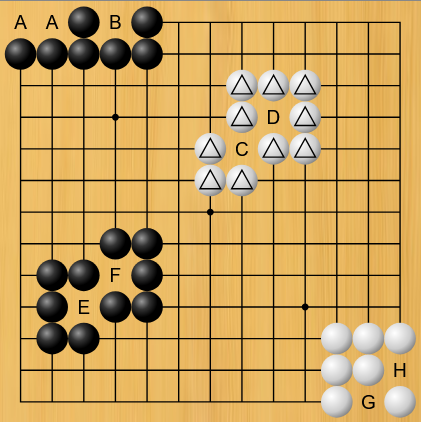
Przykłady ok oraz jednego fałszywego oka w go. A, B, D, E, F, G i H są oczami. C jest fałszywym okiem. Grupa oznaczona trójkątami ma tylko jedno prawdziwe oko. Pozostałe grupy mają parę ok. Wynika stąd, że grupę oznaczoną trójkątami da się zbić. Pozostałe grupy są niezbijalne.

Fundamentalną koncepcją go jest tzw. oko. Oko to pusta przestrzeń otoczona całkowicie kamieniami jednego koloru, której nie da się wypełnić bez zbicia tych kamieni. Z definicji oka wynika, że grup z dwojgiem lub więcej ok nie da się zbić: gracz musiałby wypełnić je wszystkie na raz, ale to niemożliwe. Grupy z dwojgiem oczu są zatem niezbijalne. I odwrotnie: grupy z jednym okiem lub bez ok da się zbić. 
O grupach, które mają dwoje ok lub są wystarczająco duże, żeby je utworzyć mówi się, że są żywe. O grupach, które są zbyt małe, żeby utworzyć dwoje ok mówi się, że są martwe. Martwe grupy na koniec gry są usuwane z planszy i traktowane jak jeńcy.  
Czasami pusta przestrzeń otoczona kamieniami jednego koloru wygląda jak oko, ale w rzeczywistości nim nie jest. Taką przestrzeń nazywa się fałszywym okiem.

## Kształt w go

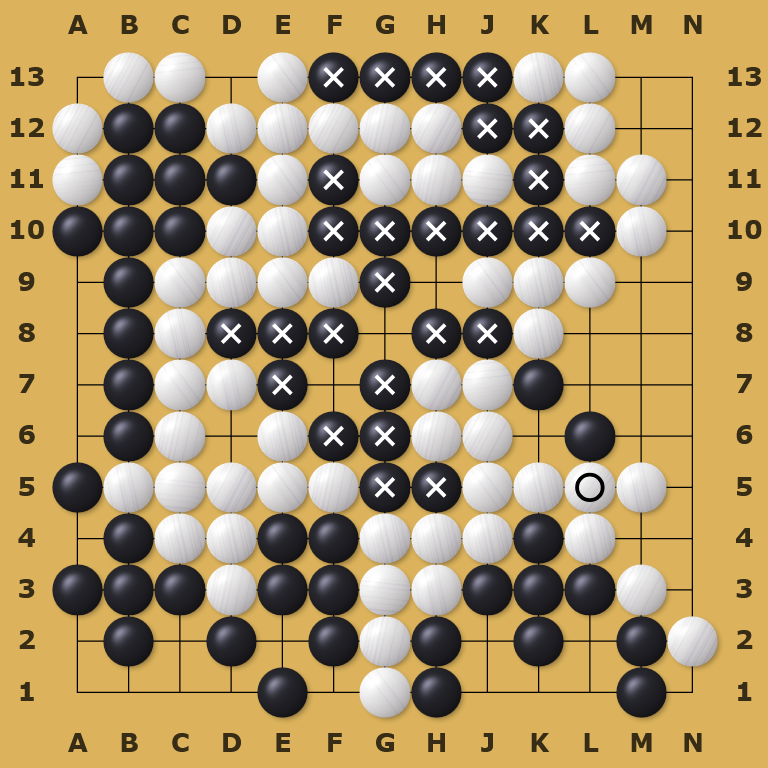
Diagram przedstawiający prawdziwą partię na planszy 13x13. Grupa oznaczona iksami jest martwa, ponieważ posiada co najwyżej jedno prawdziwe oko. W rezultacie biały kontroluje większość planszy i wygrywa partię.

W go dużą rolę odgrywa rozpoznawanie dobrych i złych kształtów oraz budowanie tych pierwszych. Dobre kształty charakteryzują się efektywnością oraz elastycznością. Dobry kształt musi być zbudowany z kamieni, które: 
- są połączone, albo które łatwo da się połączyć[7],
- zawierają oczy lub umożliwiają łatwe ich stworzenie[7],
- mają dużo oddechów[7].

Kształt w go odgrywa bardzo ważną rolę, ponieważ skupienie na kształcie pozwala identyfikować kluczowe punkty w pozycji oraz "liczyć" mniej możliwych ruchów. Silni gracze są w stanie grać dobrze niewiele licząc dzięki koncentrowaniu się na dobrym kształcie. Wiele kształtów w go doczekało się własnych nazw.

## Programy komputerowe do gry w go
W 2016 roku Google ogłosiło, że program komputerowy do gry w go wykorzystujący mechanizmy sztucznej inteligencji – AlphaGo, pokonał w październiku 2015 mistrza Europy w go, Fan Hui (Francja, 2 dan pro). Program pokonał Fan Hui 5-0. Spotkało się to z dużym odzewem międzynarodowej społeczności graczy w go, więc Google postanowiło pójść za ciosem. W marcu 2016 AlphaGo rozegrał mecz z jednym z najlepszych zawodników na świecie – Lee Sedolem (9 dan pro) z Korei Południowej. Lee Sedol rozegrał pięć partii z maszyną i wygrał zaledwie jedną. Google nie udostępniło jednak programu ani jego kodu, a artykuły nie pozwalają na odtworzenie tego sukcesu przez niezależnych programistów. Programiści Facebooka również poczynili postępy w tworzeniu programów wykorzystujących mechanizmy sztucznej inteligencji grających w tę grę. AlphaGo pokonało najlepszego gracza na świecie – Chińczyka Ke Jie, nie oddając żadnej partii. Program SI był w międzyczasie ciągle rozwijany i rozgrywał partie przez internet.

## Przykładowy problem z gry
W poniższym przykładzie wywiązała się walka w narożniku. Walkę wygrał gracz biały - w następnym ruchu zbije 4 czarne kamienie.

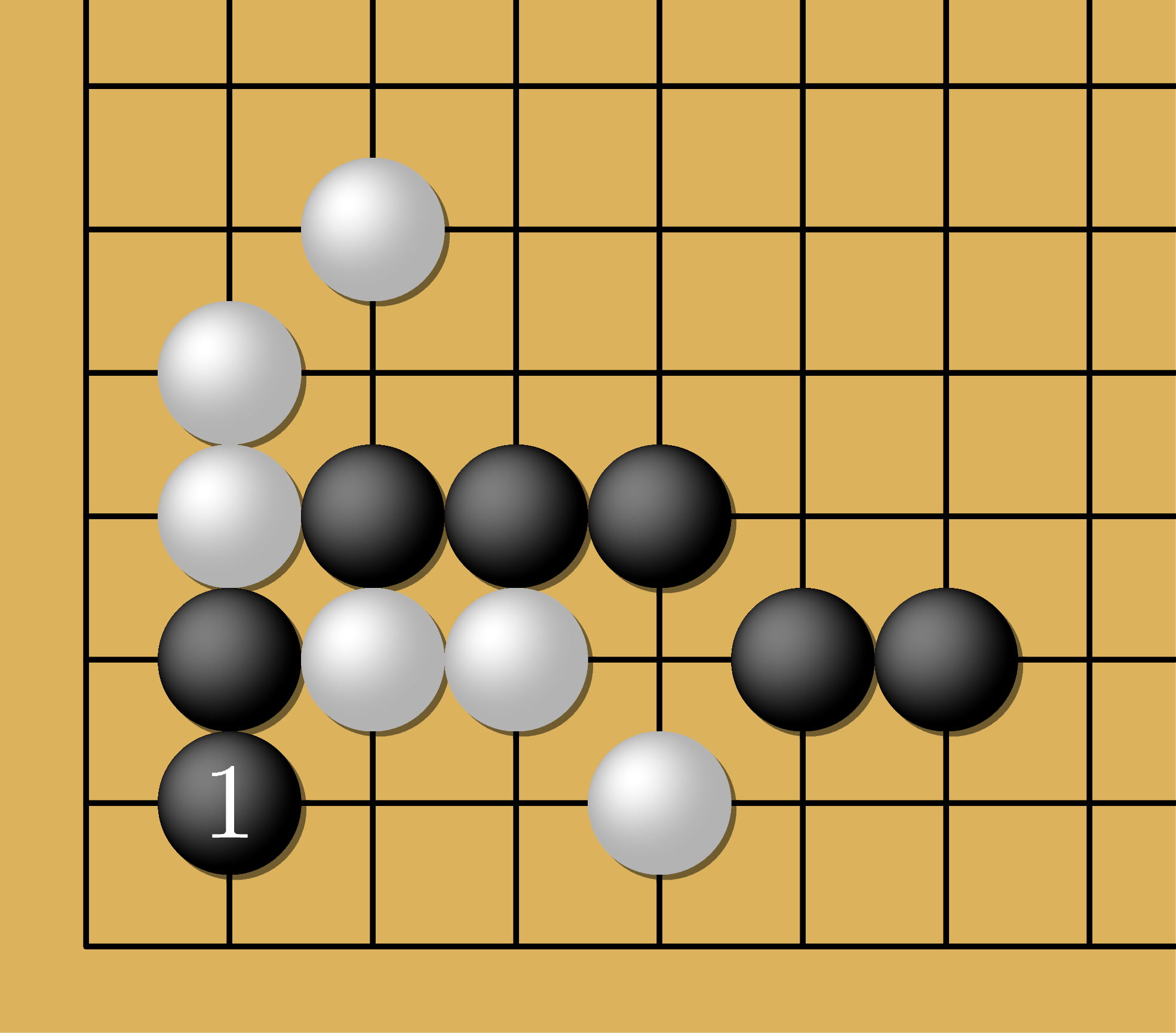
1
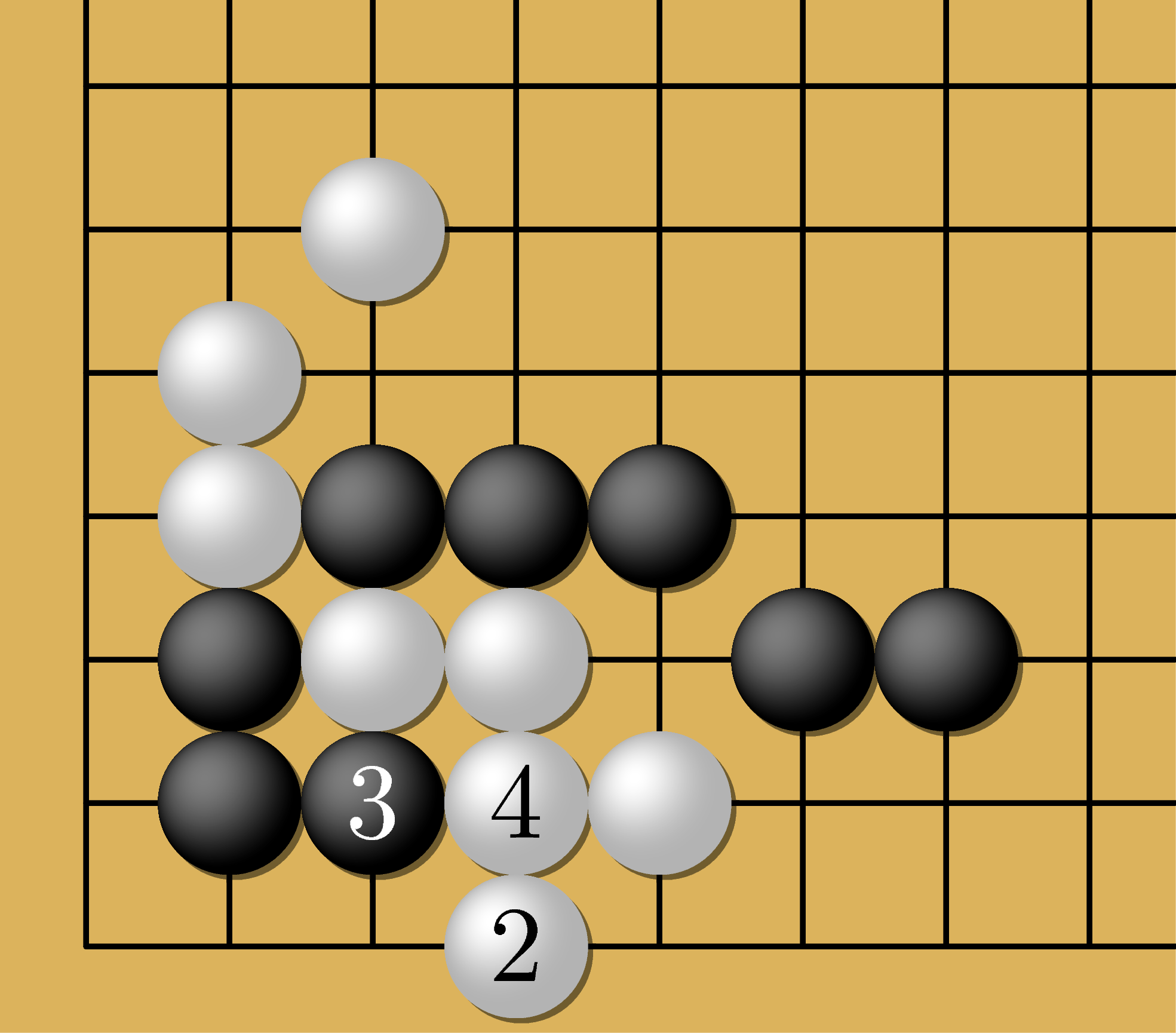
2
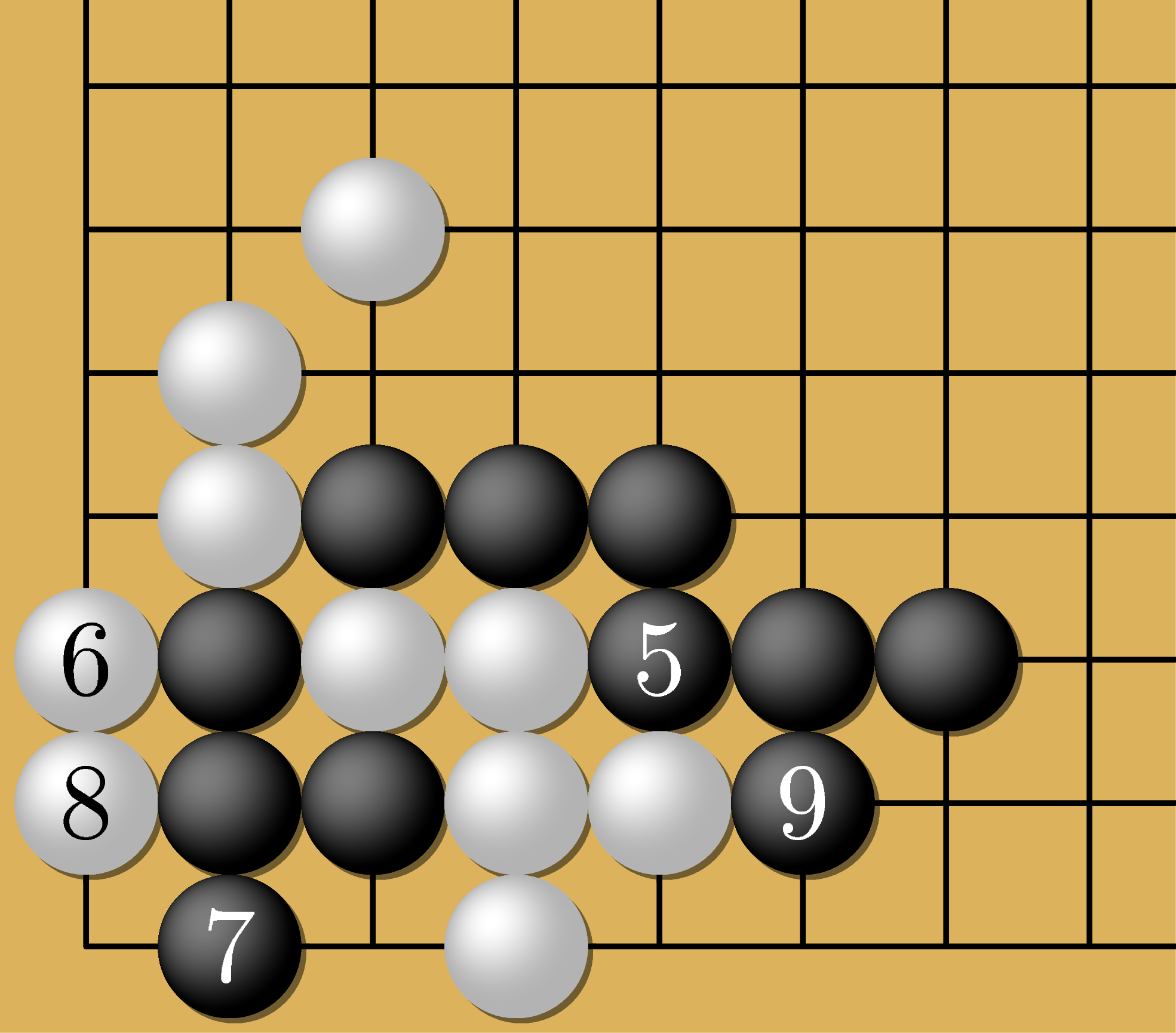
3
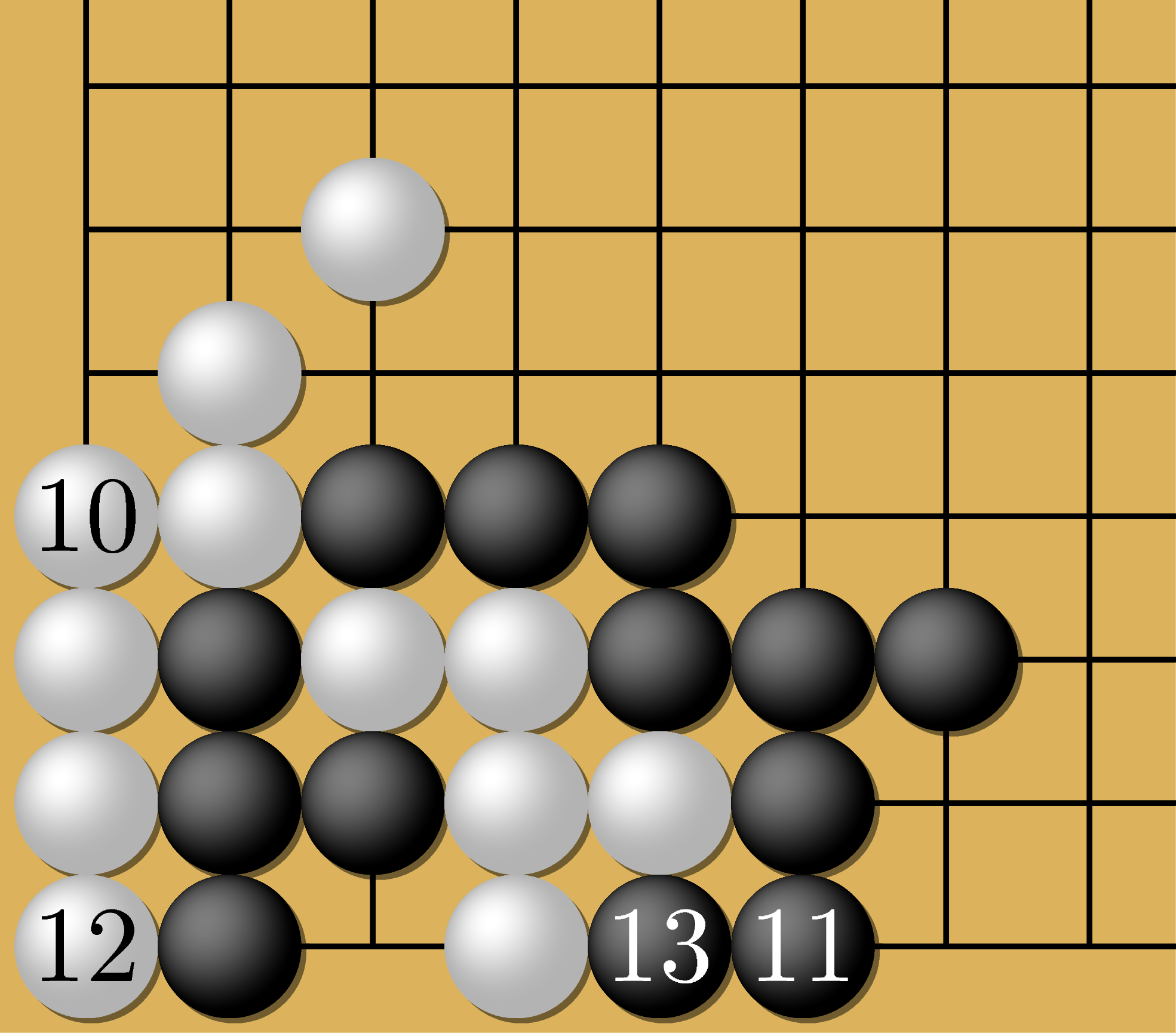
4